# Potamocypris mandingensis
Potamocypris mandingensis is een mosselkreeftjessoort uit de familie van de Cyprididae. De wetenschappelijke naam van de soort is voor het eerst geldig gepubliceerd in 1971 door Krutak.